# Boarmia phantomaria
Boarmia phantomaria är en fjärilsart som beskrevs av Ludwig Carl Friedrich Graeser 1890. Boarmia phantomaria ingår i släktet Boarmia och familjen mätare. Inga underarter finns listade i Catalogue of Life.